# 劉章

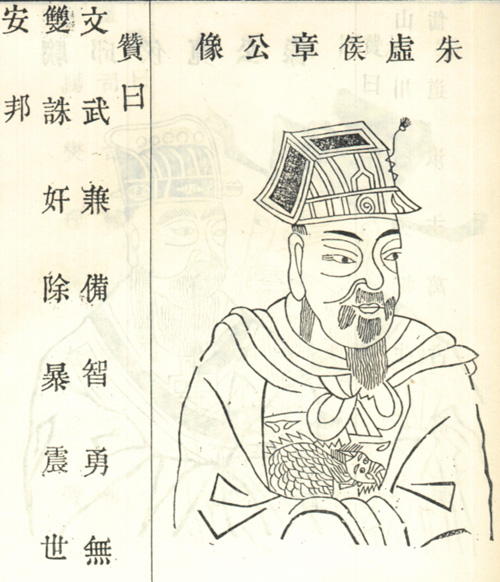
劉章

劉 章（りゅう しょう、紀元前200年 - 紀元前177年）は、前漢の皇族。城陽王に封じられ、諡号は景王。父は高祖劉邦の長男の斉悼恵王劉肥。兄は斉哀王劉襄。弟は済北王劉興居ら。子は城陽共王劉喜。

## 略歴
高后2年（紀元前186年）、兄の劉襄の代理として弟の劉興居と共に都に参内した時に、劉章は朱虚侯に、劉興居は東牟侯に封じられる。同時に、呂太后の甥である呂禄の娘を妻とする。しかし劉章は、呂后を筆頭とする呂氏一門の専横を快く思ってはいなかった。
高后7年（紀元前181年）、劉章は呂太后から酒吏（宴会の司会・幹事長）を命じられた。この時、軍法に基づいた進行を行いたいと願い出て、許された。劉章はこの宴会の余興で民謡にかこつけて、呂太后がいるにもかかわらず呂氏一門の専横を皮肉り、さらにいずれは報いが来て破滅するだろうとの内容の歌を歌った。また、宴席を勝手に中座しようとした呂氏一族の一人を斬り殺し、呂太后に向かって「軍法に従い、これを処刑いたしました」と報告した。呂太后は自身が許可したことなので劉章を叱責することも出来ず、劉章は気骨のある人物として、それ以後高く称されることになった。この時、劉章は満20歳だった。

高后8年（紀元前180年）、呂太后が死亡すると、呂氏の帝位簒奪の動きを知り、劉章は兄の劉襄の下に使者を送って反乱を起こさせた。そして、自身はこれに呼応する形で陳平・周勃らと共に長安でクーデターを起こし、呂産・呂更始ら呂氏一門をことごとく誅殺した。その後、代王劉恒が長安に入り、皇帝に即位した（文帝）。
このクーデターにおける劉章の功績は大きなものであった。決行直前に劉章は周勃らの重臣と、成功の暁には劉襄が皇帝に、劉章が斉王あるいは趙王になるとの密約を交わしていたとされるが、斉王家の外戚の駟鈞らの駟氏一族に野心家が多く、呂氏の二の舞になりかねないことを理由に取り止めとなり、文帝が擁立されることになった。文帝は、かつて劉章の父の劉肥が魯元公主に献上した城陽郡を斉国に返還し、文帝2年（紀元前178年）に劉章がその城陽に城陽王として封じられた。劉章は内心不満であったものの、そのまま領国に赴いた。文帝3年（紀元前177年）、劉章は在位2年で若くして病没した。嗣子の劉喜が跡を継いだ。
劉章の没後、領国であった城陽近辺には劉章を祀る廟が多く建立され、多くの信仰を集めた。前漢を滅ぼして建った新に対して山東地方を中心に大規模な反乱が起こった際には、城陽景王を信仰する集団が、劉章の末裔から籤引きにより劉盆子を選んで擁立した。
『三国志』「魏書」武帝紀注引によれば、後漢末期においても城陽景王信仰は続いていたが、曹操が済南国相となった際に、信仰が民の害となっているのを見て、祠を全て取り壊させ、祭祀を禁止した。
後々の世まで「朱虚侯之已亡」（駱賓王）の檄文に見えるが如く奮起の呼喚に用いられた。